# برنارد ديفيد غالاغير
برنارد ديفيد غالاغير هو سياسي كندي، ولد في 22 يوليو 1925، وتوفي في 1 أكتوبر 2003. انتخب عضو المجلس التشريعي من ساسكاتشوان.